# 화순 관영리 고분
화순 관영리 고분(和順 貫永里 古墳)은 대한민국 전라남도 화순군 능주면 관영리에 있는 고분이다. 2001년 9월 27일 전라남도의 문화재자료 제235호로 지정되었다.

## 개요
화순군은 호남정맥이 중앙으로 지나가고 있기 때문에 산지가 발달되어 있으며 평지는 화순천과 충신강이 합류하여 지석천을 이루는 능주면·도곡면 일대에 발달되어 있을 뿐이다. 고분이 위치한 관영리 일대는 강변에 충적평지가 발달되어 있을 뿐 주위로는 국사봉, 연주산, 비봉산 등 해발 300m 내외의 산지로 둘러싸여 있다. 고분은 충신강 서쪽에 형성된 해발 35m 정도의 충적평지에 위치하고 있는데 주변지역은 모두 논으로 경작되고 있다.
고분은 주변이 논으로 경작되고 있기 때문에 끝자락이 다소 훼손된 것처럼 보이지만 비교적 잘 남아있는 상태이고, 분정에는 함몰된 부분이 있어 도굴되었던 것으로 생각된다. 주민들은 ‘조산’이라고 부르고 있다. 분구의 평면형태는 원형이며 규모는 직경 26∼27m, 높이 5m 내외이다.

## 참고 문헌
- 화순관영리고분 - 국가유산청 국가유산포털